# アステカレジェンドR
アステカレジェンドRは、2002年にエレコが開発・販売したパチスロ機である。

## 概要
- 名機『アステカ』の再来を謳った本機は、レギュラーボーナス非搭載のB+CT機。CT機として初めて液晶を搭載し液晶演出のキャラとしてかつての名機『ドギージャム』のキャラを起用している。
- 通常時は、ドギーがダンジョンを彷徨い数々の困難を乗り越え、最終的に石版を手に入れるとビッグボーナス確定である。前作のアステカルーレットやサシシ（サボテン・白7・白7）などのリーチ目も健在である。
- ビッグボーナスは、7を揃えた直後に液晶でノーマルとスーパー抽選が行われ、スーパービッグになるとデカチリが止まる押し順をナビしてくれてデカチリで15枚獲得できるため、平均400枚以上獲得可能である。
- ノーマルビッグは押し順がナビされないので自力で押し順を正解させないと15枚役にならない。不正解の場合2枚しか獲得できないため平均280枚程度となる。
- ビッグボーナス終了後、5つの曲ジャンルの一つを選択するとドギーがターンテーブルでスクラッチして最終的にWINに止まればCT突入である。稀に、6つ目の曲????を選択しアステカのCT抽選演出だったCTルーレットが登場するプレミアも搭載されている。
- CT中は、選択したジャンルのBGMを楽しむことができる。純増し201枚オーバー、150G完走、BIGボーナス成立でCTは終了する。AT時代慣れしたプレイヤーを考慮してか、CT中はBGMが変わったら純押しサシシ（サボテン・白7・白7）を狙うことで簡単にパンク回避ができるようにとリール制御も一部変更されている。